# Torry Hill Railway
| Torry Hill Miniature Railway | Torry Hill Miniature Railway |
| ---------------------------- | ---------------------------- |
| Viadukt                      |                              |
| Streckenverlauf              |                              |
| Spurweite:                   | 229 mm                       |
|                              |                              |
| Legende                      |                              |

Die Torry Hill Railway ist eine private Parkeisenbahn mit der ungewöhnlichen Spurweite von 229 mm (9 Zoll) bei Frinsted im Borough of Maidstone in Kent, England. Sie wird nur noch unregelmäßig betrieben.

## Geschichte
Die Torry Hill Railway wurde wie viele Schmalspurbahnen auf englischen Landgütern in den 1930er Jahren verlegt. Sie wird von ehrenamtlichen Eisenbahnfreunden in Stand gehalten und nur noch gelegentlich betrieben. Es gibt noch eine Drehscheibe, einen etwa 30 m langen Tunnel und ein aus maßstabsgerecht verkleinerten Backsteinen gemauertes Viadukt. Sie war bis 2013 im Besitz des Bankiers Robert Leigh-Pemberton, Baron Kingsdown.
Die Gleise der Torry Hill Railway sind auf einem Privatgelände verlegt, das der Öffentlichkeit nicht zugänglich ist. Es führen keine öffentlichen Fußwege oder öffentlichen Wegerechte durch das Landgut.

## Fotos

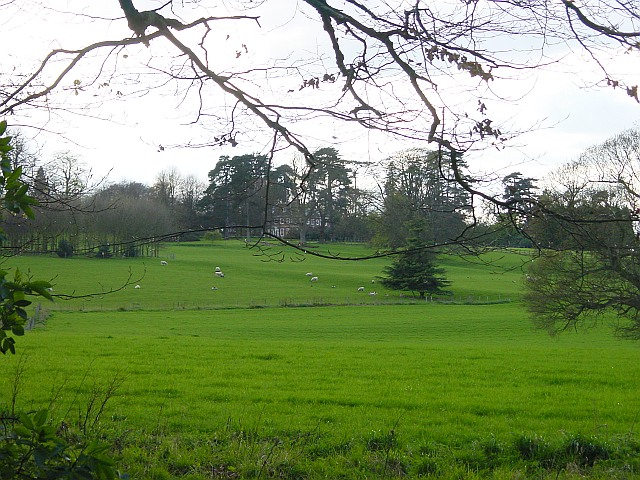
Torry Hill
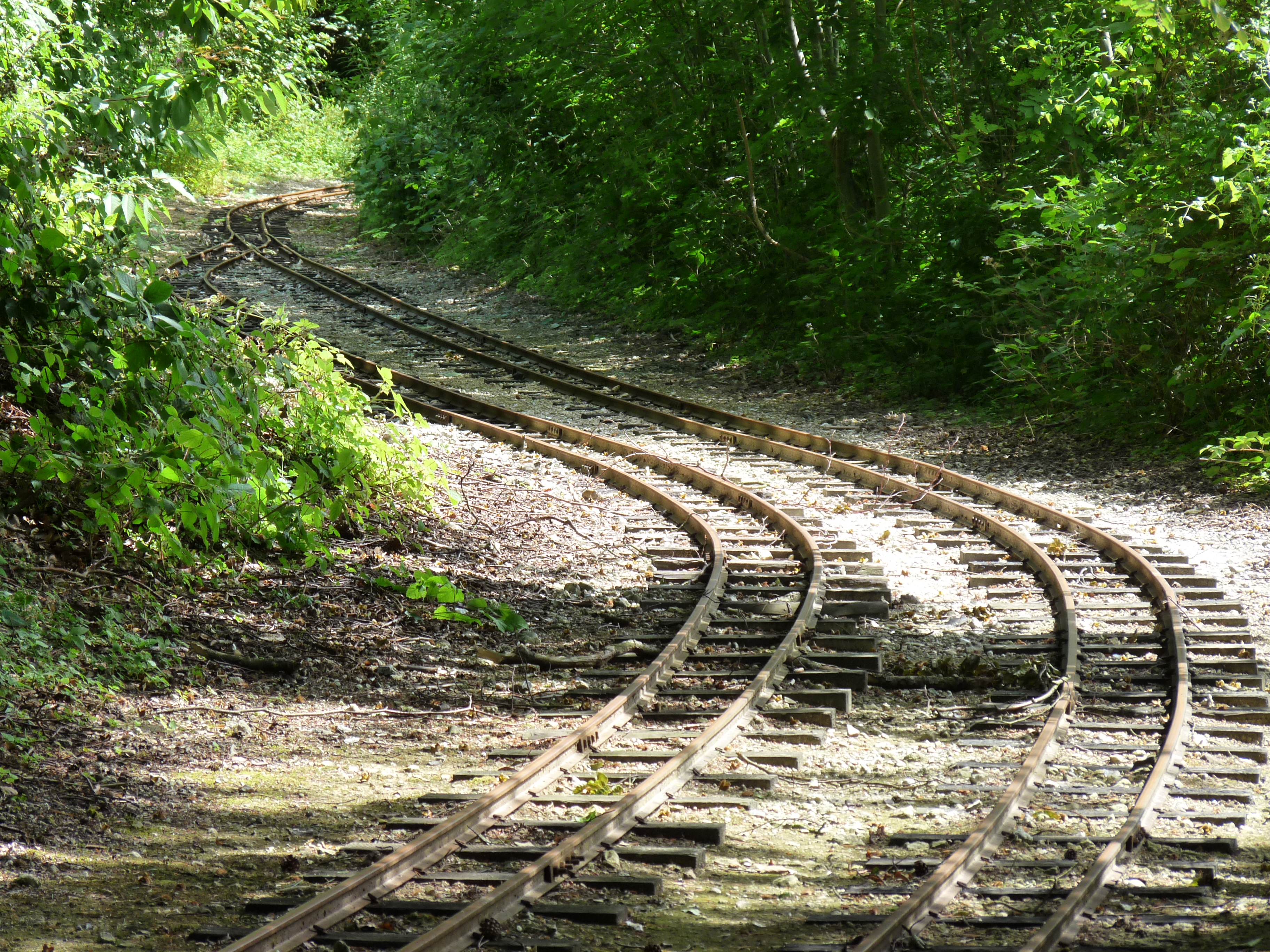
Zweigleisiger Streckenabschnitt im Wald
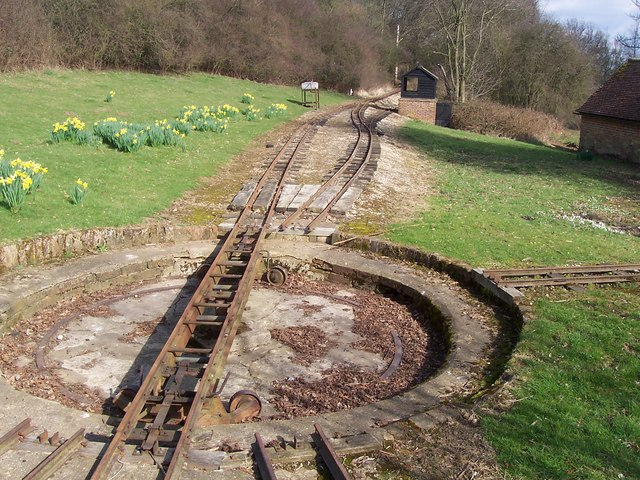
Drehscheibe